# Weldon Santos de Andrade
Weldon Santos de Andrade, mais conhecido simplesmente como Weldon (Santo André, 6 de agosto de 1980) é um ex-futebolista brasileiro que atuava como atacante.

## Carreira
Weldon ensaiou os primeiros chutes na bola no Guarani, em 98. No ano seguinte, transferiu-se para o América de Rio Preto. De lá para o Santos foi um pulo, em 2000 para disputar a Taça São Paulo de Juniores, quando marcou dez gols.
O bom futebol do jogador levou o Peixe a adquirir os direitos federativos do atacante. “Depois, o Santos me emprestou para o Brasiliense, onde fui vice-campeão da Copa do Brasil”, relembra.
Em 2003 foi emprestado ao Sport Recife. Em seguida, em 2004, defendeu a Ponte Preta e ficou marcado principalmente por marcar um hat-trick no clássico contra o Guarani em 10 de julho de 2004.
Após passar pelo Al-Nasr, dos Emirados Árabes, teve seus direitos federativos adquiridos pelo Cruzeiro em 2005 porém não foi bem, e acabou emprestado aos clubes franceses Sochaux e Troyes, retornando para o Sport em 2007. Mesmo não sendo titular no Leão da Ilha, Weldon se transferiu para o Belenenses em agosto de 2007 e foi vice artilheiro da temporada 2007/2008, com 13 gols em 27 partidas disputadas. Não renovou o empréstimo com o Belenenses e retornou para o Cruzeiro em maio, disputando o restante do Brasileirão 2008.
Em 2009, sem espaço no ataque do Cruzeiro, foi emprestado pela 3º vez ao Sport para a disputa da Libertadores 2009. Em 7 de junho, fez um dos seus maiores jogos, quando marcou três vezes em seis minutos na vitória por 4x2 contra o Flamengo.
Em julho de 2009 foi anunciado um acordo de princípio e a transferência para o Benfica.
Um dos seus melhores momentos da carreira foi vivido no Benfica nos anos de 2009 à 2011, onde conquistou o Campeonato Português, a Taça da Liga e defendeu o time na Liga UEFA.
Em 2011, foi para o CFR Cluj, da Romênia. Pelo clube, o atacante participou de 12 partidas e marcou dois gols.
Em 2012, transferiu-se por empréstimo para o clube chinês Changchun Yatai.
Acertou com o Criciúma em setembro de 2013 para jogar o Campeonato Brasileiro da Série A. Após uma curta passagem por Santa Catarina e pelo Anápolis de Goiás, Weldon volta ao futebol português, jogando pelo Olhanense na segunda divisão portuguesa na temporada 2014/2015.
Após passar por Brasiliense em 2016, em fevereiro de 2017, chegou ao Independente de Limeira, na época lanterna na Série A3 do Campeonato Paulista. Em maio do mesmo ano, foi apresentado na Desportiva Ferroviária para sua 1ª Série D da carreira.
Em outubro de 2020, aos 40 anos, foi contratado pelo Santos-AP para a disputa do Campeonato Brasileiro da Série D.

## Títulos
Benfica
- Taça da Liga: 2009/2010
- Campeonato Português: 2009/2010